# Schildkogel
Schildkogel är en bergstopp i Österrike.   Den ligger i distriktet Lienz och förbundslandet Tyrolen, i den centrala delen av landet, 300 km väster om huvudstaden Wien. Toppen på Schildkogel är 2 648 meter över havet.
Terrängen runt Schildkogel är bergig. Runt Schildkogel är det ganska glesbefolkat, med 26 invånare per kvadratkilometer.. Närmaste större samhälle är Matrei in Osttirol, 11,7 km söder om Schildkogel. 
Trakten runt Schildkogel består i huvudsak av gräsmarker.